# Liste de ponts de l'Isère

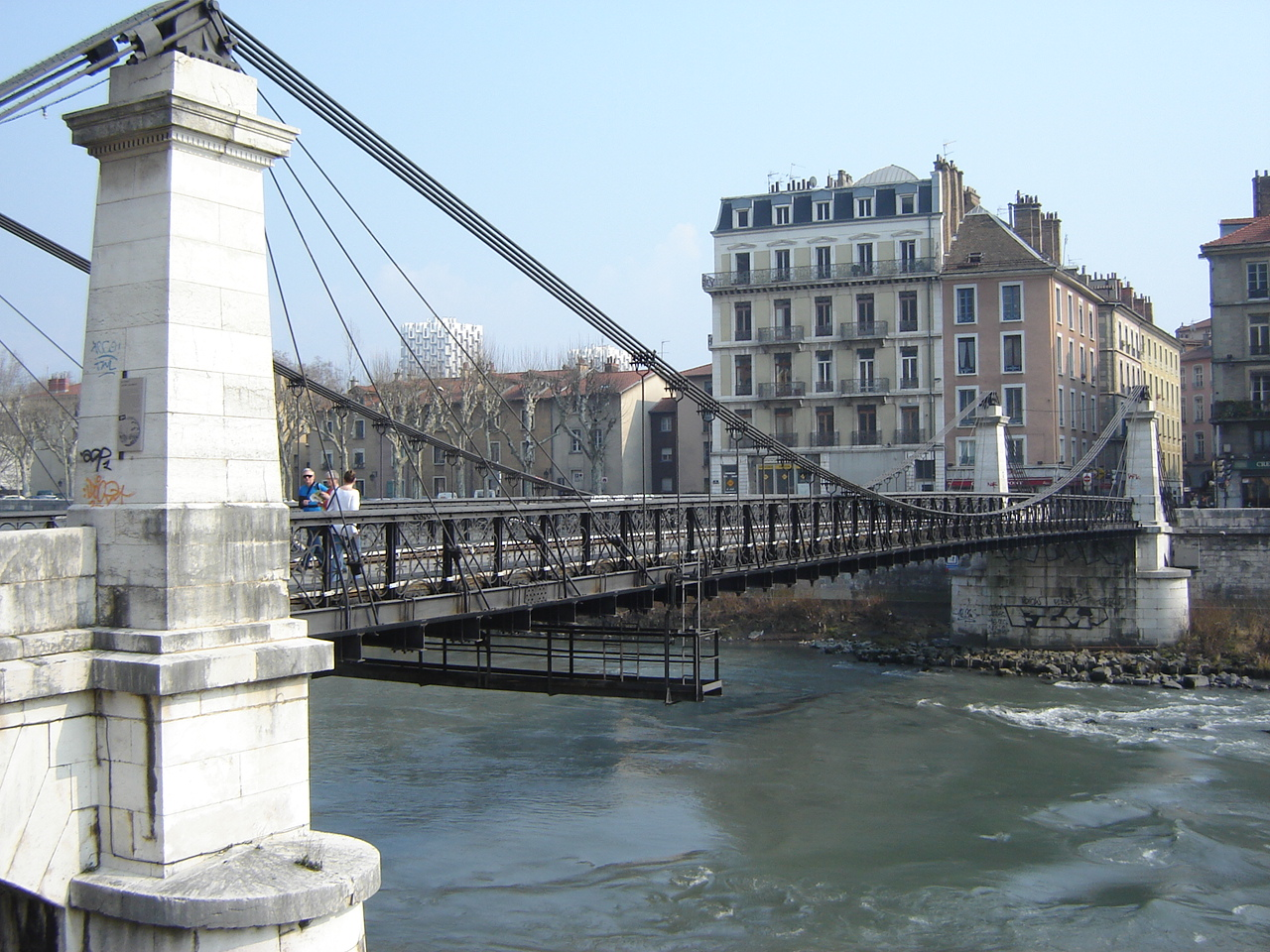
La passerelle Saint-Laurent à Grenoble, reconstruite en 1838.

Cet article recense de manière non exhaustive, les ponts de l'Isère, c'est-à-dire les ponts situés dans le département de l'Isère.

## Ponts routiers et autoroutiers

### Routes départementales
- Pont Esclangon (138 m), qui franchit le Drac à Grenoble et supporte la D531.
- Viaduc de Gières (105 m), qui franchit la D523 à Gières.
- Pont de la Porte de France (109 m), qui franchit l'Isère à Grenoble et supporte la D1075
- Pont de Chartreuse (92 m), qui franchit l'Isère à Grenoble et supporte la D590
- Passerelle de Meylan (125 m), qui franchit l'Isère à Meylan
- Pont de Lattre-de-Tassigny (198,5 m), qui franchit le Rhône à Vienne et supporte la D502.
- Nouveau Pont de Trellins (232 m), qui franchit l'Isère à Vinay et supporte la D22.

## Franchissements de cours d'eau

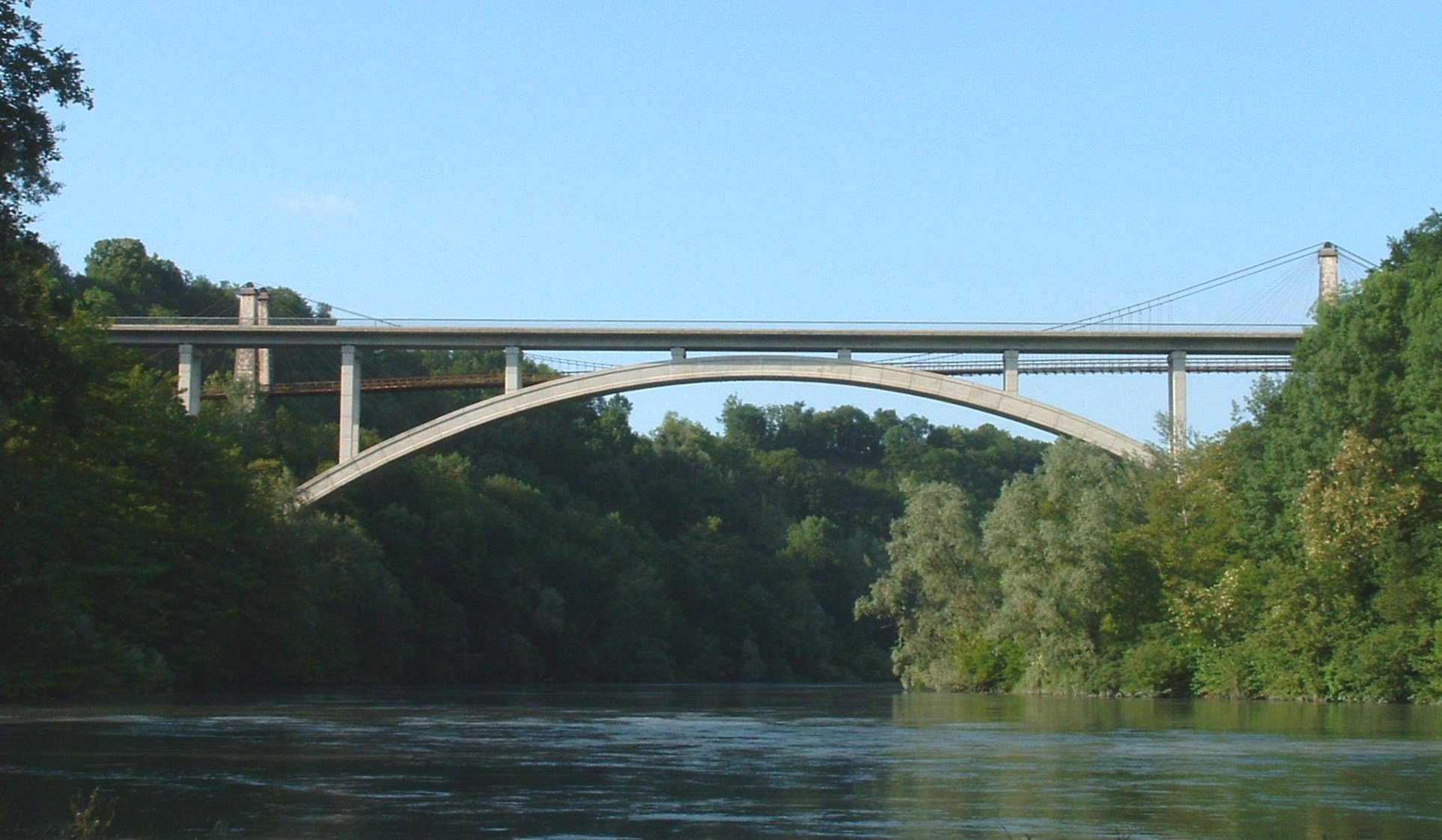
Nouveau pont de Trellins (1er plan) remplaçant l'ancien (2nd plan)

### Franchissements de l'Isère
- Pont de Trellins à haubans (204m), franchissant l'isère inauguré en 1907 et déconstruit en 2009[1]

### Franchissements du Rhône

#### Isère et Ain
- Pont de Cordon
- Pont d'Évieu
- Pont de Groslée
- Pont de Briord, Briord
- Pont de Sault-Brénaz

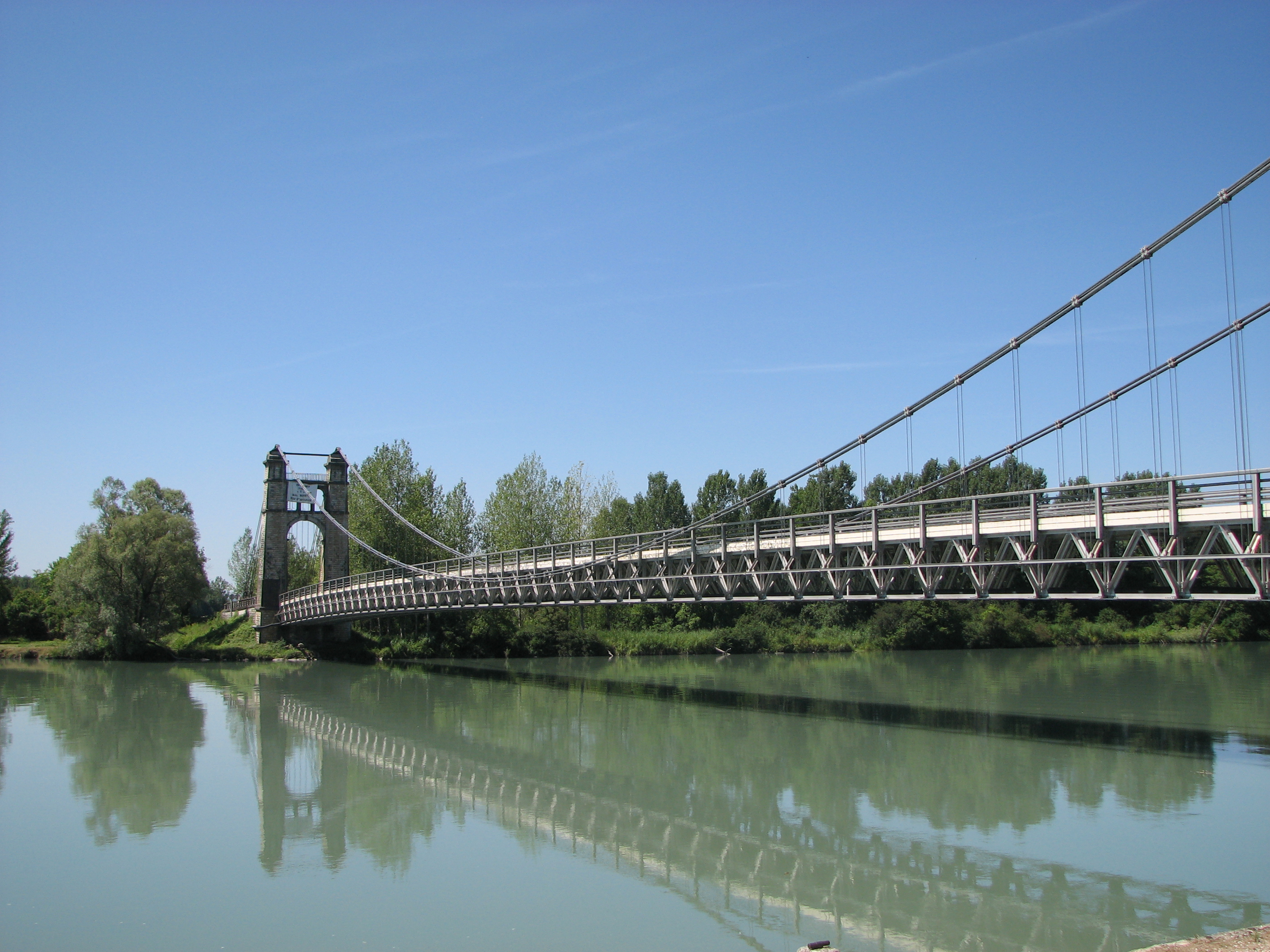
Le pont de Groslée.

- Pont de Lagnieu, Saint-Sorlin-en-Bugey/Vertrieu
- Pont de Loyettes

#### Isère et Rhône
- Pont entre Givors et Chasse-sur-Rhône
- Viaduc A7 de Vienne (Isère) à Saint-Romain-en-Gal
- Pont de Lattre-de-Tassigny qui relie Vienne à Saint-Romain-en-Gal
- Pont suspendu de Vienne qui relie Vienne à Sainte-Colombe
- Viaduc A7 qui relie Ampuis à Reventin-Vaugris
- Usine-Ecluse de Vaugris qui relie Ampuis à Reventin-Vaugris
- Pont qui relie Condrieu au Roches-de-Condrieu

#### Isère et Loire
- Pont de Chavanay

### Isère / Ardèche
- Barrage de Saint-Pierre-de-Bœuf.

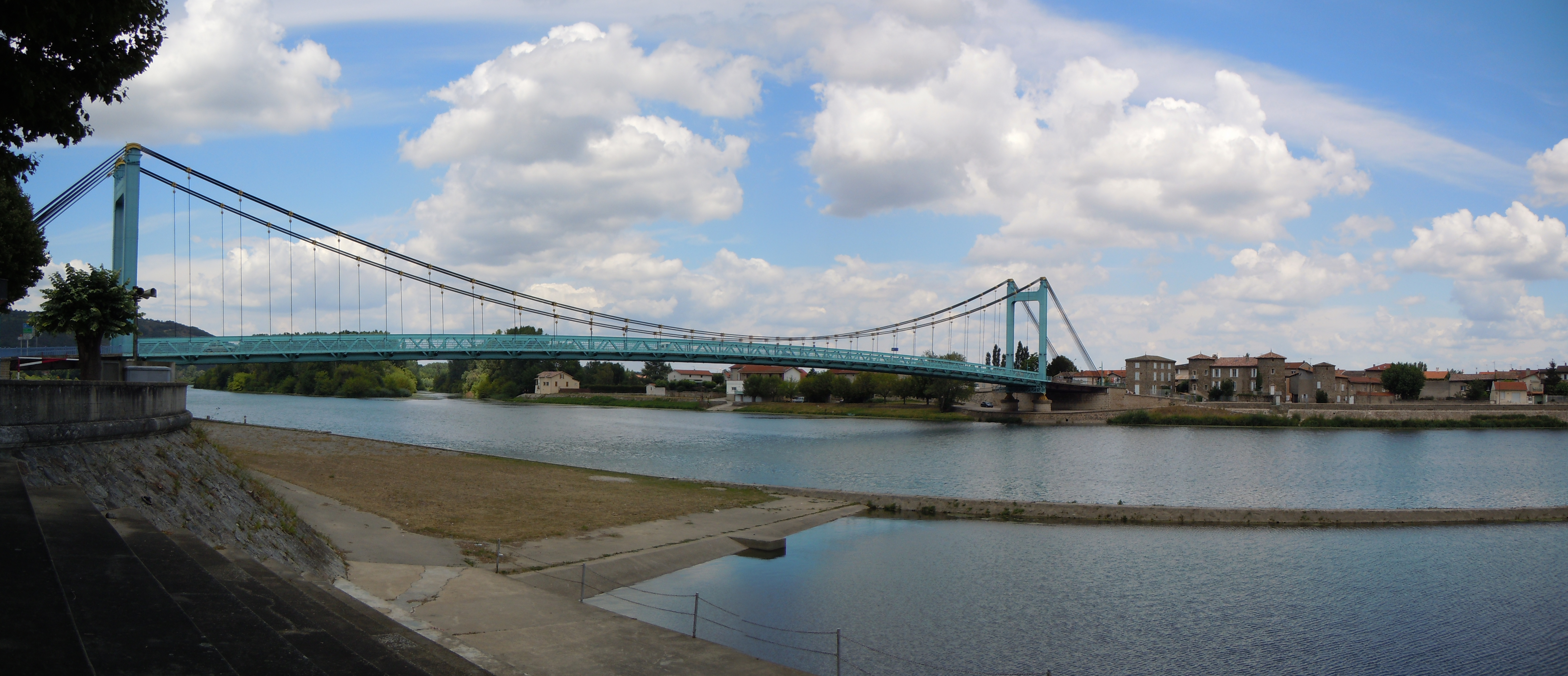
Pont sur le Rhône reliant Serrières (Ardèche) à Sablons (Isère).

- Pont de Serrières, Serrières, Sablons.
- Usine-Ecluse de Sablons (sur le canal uniquement).
- Viaduc ferroviaire de Peyraud, Peyraud, Sablons.

## Ponts présentant un intérêt architectural ou historique

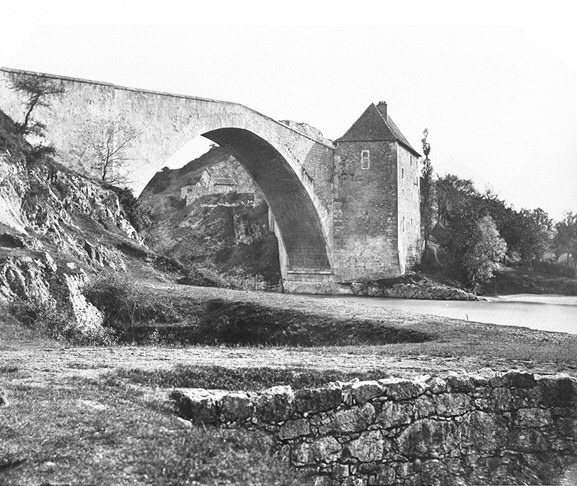
Le pont de Claix en 1873.

Les ponts de l’Isère inscrits à l’inventaire national des monuments historiques sont recensés ci-après.
- Pont de Brion - Lavars-Roissard, pont suspendu à environ 100 m au-dessus de l'Ébron, construit en 1951.
- Pont Lesdiguières - Entre Le Pont-de-Claix et Claix.
- Pont de la Dame - Saint-Pierre-de-Chartreuse.
- Pont de la Forge ou de la Fabrique - Saint-Pierre-de-Chartreuse - XVIe siècle.
- Pont de la Petite Vache - Saint-Pierre-de-Chartreuse - XVIe siècle - détruit entre 2013 et 2016.
- Pont de la Tannerie sur le Guiers-Mort - Saint-Pierre-de-Chartreuse - XVIe siècle.
- Pont du Grand Logis sur le Guiers-Mort - Saint-Pierre-de-Chartreuse - XVIe siècle.
- Pont Perent sur le Guiers-Mort - Saint-Pierre-de-Chartreuse - XVIe siècle.
- Pont de Lagnieu - Vertrieu - XXe siècle.
- Pont Saint-Martin - Vienne - XIVe siècle.
- Pont Saint-Laurent - Grenoble - reconstruit en 1838.
- Pont du Drac - Grenoble - construit en 1827 (premier pont sur le Drac entre Grenoble et Fontaine), reconstruit en 1938.
- Pont du Vercors - Grenoble - construit en 1889 (Pont neuf ou Pont de fer) reconstruit en 1950 (Pont du Vercors) et en 1994.
- Viaduc de Gières - Gières - construit en 1967.
- Pont Esclangon - Grenoble - construit en 1986.
- Pont de la Porte de France - Grenoble - construit en 1958.
- Pont de la Citadelle - Grenoble - construit en 1865.
- Pont de Chartreuse  - Grenoble - construit en 2010.
- Passerelle de Meylan - Meylan - construit en 1980.
- Tourniquet de Pierre Chave - construit en 1886.